# Andreas III van Hongarije

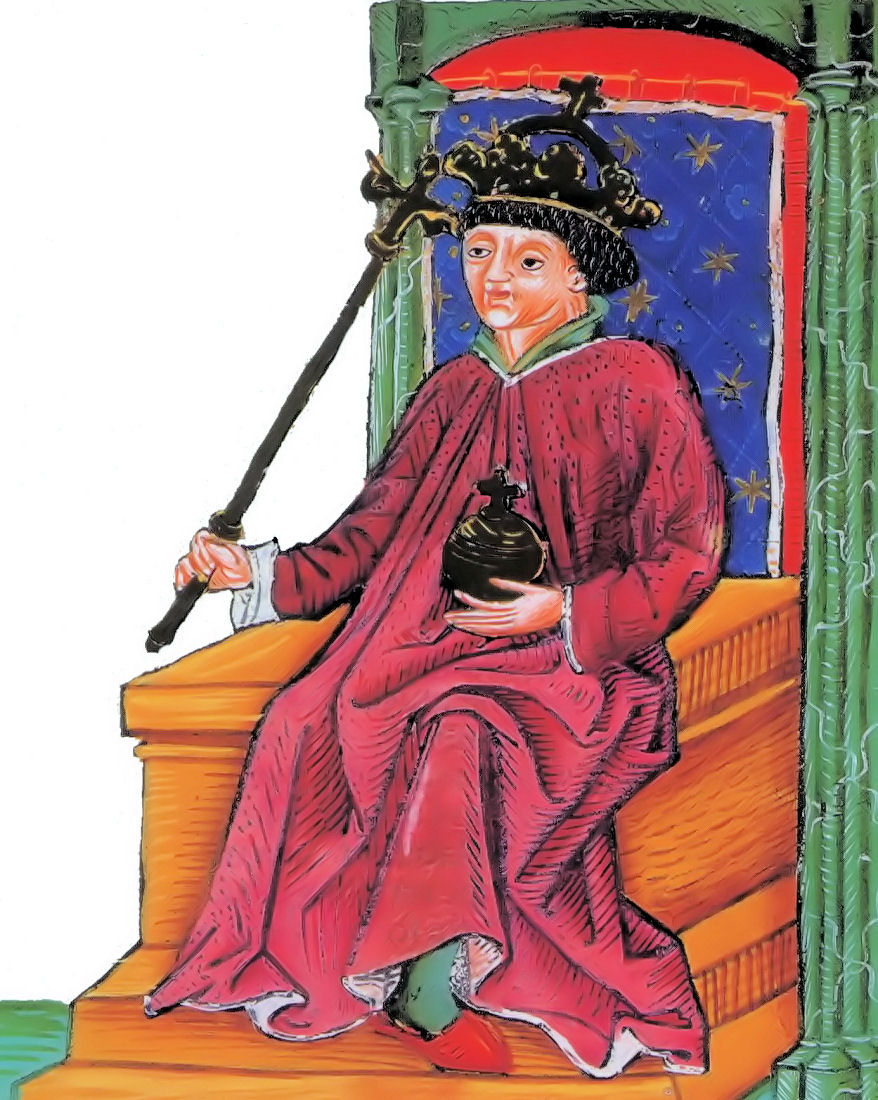
Andreas III van Hongarije.

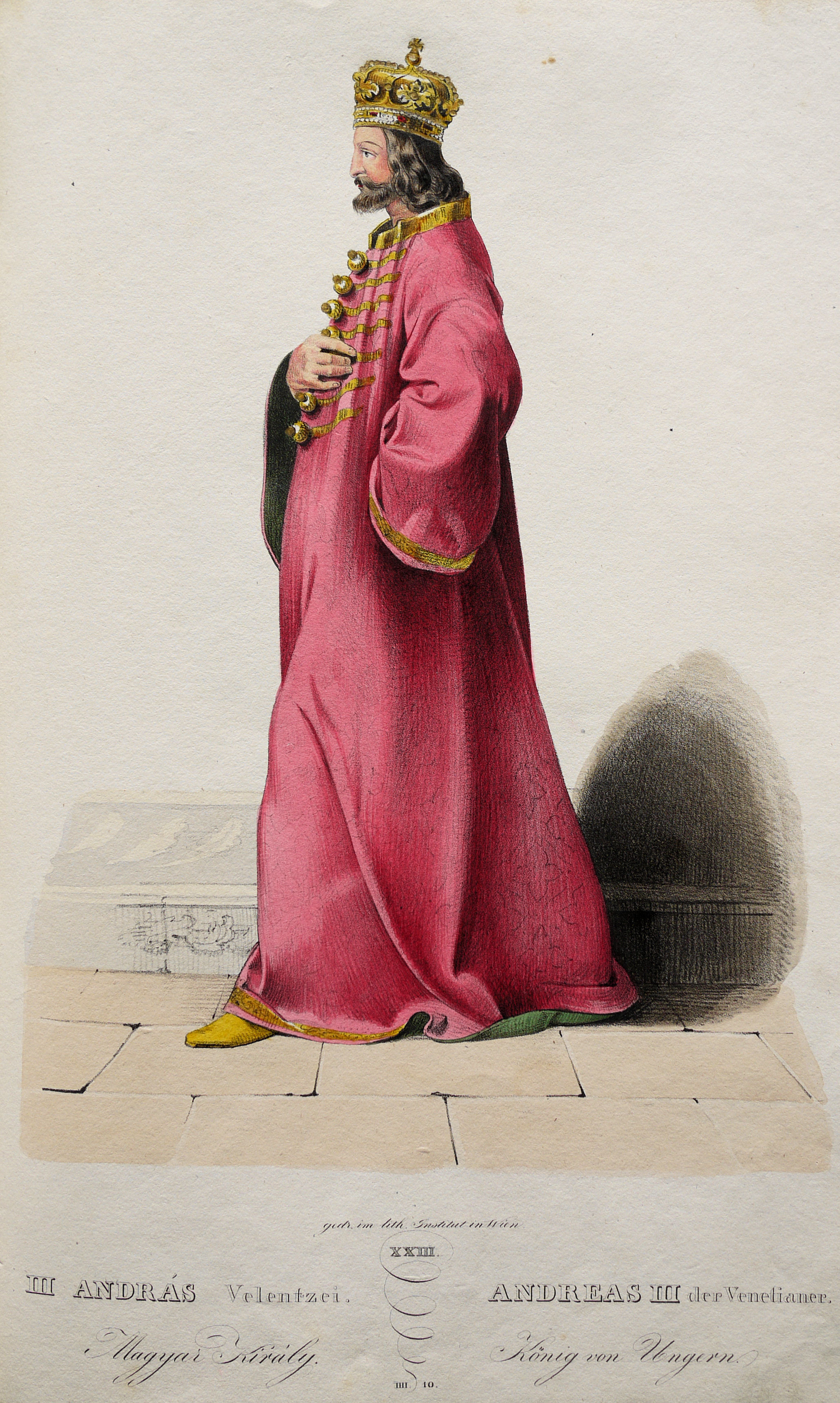
Andreas III, lithografie door Josef Kriehuber, naar een tekening van Moritz von Schwind, ca. 1828.

Andreas III, bijgenaamd de Venetiaan, Hongaars, III. András, Kroatisch Andrija III. Mlečanin, (1265 - 14 januari 1301) uit het huis van Arpad was vanaf 1290 koning van Hongarije.
Andreas was de laatste Arpade in de mannelijke lijn, maar behoorde zelfs al tot een zijtak van de familie: Zijn ouders waren Stefanus, hertog van Slavonië (een jongere zoon van koning Andreas II), en de Venetiaanse edelvrouw, Catherine Thomasina Morosini.
In 1278 probeerde Ivan Kőszegi hem tegen de jonge Ladislaus IV van Hongarije uit te spelen. Andreas eiste Slavonië voor zichzelf op, maar keerde zonder succes terug naar Venetië.
Hij werd in 1290, na het kinderloos overlijden van Ladislaus IV, uit Italië naar het land teruggehaald. In het licht van het verwachte einde van de Arpad-dynastie, ontwikkelden zich onder hem de voorheen significant geworden oligarchen naar een open oppositie tegen de koninklijke macht.
Andreas trouwde in 1290 met de Poolse prinsendochter Fenena van Kujavië, die, na vijf jaar van huwelijk, is overleden. Het echtpaar had een dochter, Elizabeth (1293-1336), die non werd in het Dominicaanse nonnenklooster van Töss in Winterthur .
In zijn tweede huwelijk was hij met de Habsburgse Agnes van Oostenrijk getrouwd. Zijn weduwe Agnes leefde van 1317 tot aan haar dood in Königsfelden in Windisch en leidde het door de Habsburgers gestichte klooster naar economische bloei.